# Омонвіль-ла-Рог
Омонві́ль-ла-Рог, Омонвіль-ла-Роґ (фр. Omonville-la-Rogue) — колишній муніципалітет у Франції, у регіоні Нормандія, департамент Манш. Населення — 513 осіб (2011).
Муніципалітет був розташований на відстані близько 320 км на захід від Парижа, 125 км на північний захід від Кана, 85 км на північний захід від Сен-Ло.

## Історія
До 2015 року муніципалітет перебував у складі регіону Нижня Нормандія. Від 1 січня 2016 року належав до нового об'єднаного регіону Нормандія.
1 січня 2017 року Омонвіль-ла-Рог, Аквіль, Одервіль, Бомон-Аг, Бівіль, Бранвіль-Аг, Дігюльвіль, Екюльвіль, Флоттманвіль-Аг, Гревіль-Аг, Еркевіль, Жобур, Омонвіль-ла-Петіт, Сент-Круа-Аг, Сен-Жермен-де-Во, Тонневіль, Юрвіль-Накевіль, Ватвіль i Вовіль було об'єднано в новий муніципалітет Ла-Аг.

## Демографія
Динаміка населення (EHESS і Insee ):
Розподіл населення за віком та статтю (2006):
| Стать | Всього | До 15 років | 15-24 | 25-44 | 45-64 | 65-85 | Понад 85 |
| --- | ------ | ----------- | ----- | ----- | ----- | ----- | -------- |
| Чоловіки | 280    | 56          | 40    | 84    | 68    | 32    | 0        |
| Жінки | 240    | 48          | 24    | 84    | 52    | 32    | 0        |
| \| Статево-вікова піраміда \| Статево-вікова піраміда \| Статево-вікова піраміда \| \| ----------------------- \| ----------------------- \| ----------------------- \| \| Чоловіки \| Вік \| Жінки \| \| 0 \| 85 + \| 0 \| \| 8 \| 80-84 \| 4 \| \| 4 \| 75-79 \| 16 \| \| 8 \| 70-74 \| 12 \| \| 12 \| 65-69 \| 0 \| \| 8 \| 60-64 \| 8 \| \| 24 \| 55-59 \| 12 \| \| 12 \| 50-54 \| 24 \| \| 24 \| 45-49 \| 8 \| \| 24 \| 40-44 \| 44 \| \| 24 \| 35-39 \| 20 \| \| 16 \| 30-34 \| 0 \| \| 20 \| 25-29 \| 20 \| \| 20 \| 20-24 \| 8 \| \| 20 \| 15-20 \| 16 \| \| 20 \| 10-14 \| 12 \| \| 12 \| 5-9 \| 28 \| \| 24 \| 0-4 \| 8 \| |        |             |       |       |       |       |          |
| Статево-вікова піраміда |        |             |       |       |       |       |          |
| Чоловіки | Вік    | Жінки       |       |       |       |       |          |
| 0 | 85 +   | 0           |       |       |       |       |          |
| 8 | 80-84  | 4           |       |       |       |       |          |
| 4 | 75-79  | 16          |       |       |       |       |          |
| 8 | 70-74  | 12          |       |       |       |       |          |
| 12 | 65-69  | 0           |       |       |       |       |          |
| 8 | 60-64  | 8           |       |       |       |       |          |
| 24 | 55-59  | 12          |       |       |       |       |          |
| 12 | 50-54  | 24          |       |       |       |       |          |
| 24 | 45-49  | 8           |       |       |       |       |          |
| 24 | 40-44  | 44          |       |       |       |       |          |
| 24 | 35-39  | 20          |       |       |       |       |          |
| 16 | 30-34  | 0           |       |       |       |       |          |
| 20 | 25-29  | 20          |       |       |       |       |          |
| 20 | 20-24  | 8           |       |       |       |       |          |
| 20 | 15-20  | 16          |       |       |       |       |          |
| 20 | 10-14  | 12          |       |       |       |       |          |
| 12 | 5-9    | 28          |       |       |       |       |          |
| 24 | 0-4    | 8           |       |       |       |       |          |

## Економіка
2010 року серед 337 осіб працездатного віку (15—64 років) 254 були активними, 83 — неактивними (показник активності 75,4%, у 1999 році було 70,4%). З 254 активних мешканців працювали 232 особи (117 чоловіків та 115 жінок), безробітними було 22 (7 чоловіків та 15 жінок). Серед 83 неактивних 28 осіб було учнями чи студентами, 31 — пенсіонерами, 24 були неактивними з інших причин.

У 2010 році в муніципалітеті числилось 208 оподаткованих домогосподарств, у яких проживали 498,0 особи, медіана доходів виносила 18 866 євро на одного особоспоживача

## Уродженці
- Жак Сімон (*1941) — відомий у минулому французький футболіст, півзахисник.